# Бочковський Леонард Юліанович
Бочко́вський Леона́рд Юліа́нович (8 [20] липня 1895, Житники, Бузівська волость, Таращанський повіт, Київська губернія — 26 січня [8 лютого] 1918, Київ) — український громадський і політичний діяч, член Української Центральної Ради, член ЦК Української партії соціалістів-революціонерів, лідер Полтавської губернської організації УПСР, член виконкому Полтавської ради робітничих і солдатських депутатів.

## Біографія
Народився в селі Житники (нині Житники — село Жашківського району Черкаської області) недалеко від містечка П'ятигори (село Тетієвського району на Київщині) в родині потомственого дворянина римо-католицького віросповідання Юліана-Романа Павловича-Леонардовича Бочковського та Станіслави Едмундівни з Жураковських, хрещено його в П'ятигорському костелі 18 липня. За статистичним довідником «Список населенных мест Киевской губернии» (видання Київського губернського статистичного комітету, 1900 рік) с. Житники Таращанського повіту, Бузовської волості «принадлежит Эдмунду Павловичу Жураковскому, Владимиру Викентиевичу Ковальскому и Генриху Генриховичу Бекерскому». Ці троє землевласники володіли 628 десятинами землі, у власності 318 селянських господарств було 2105 десятин.
Леонард від серпня 1912 до кінця травня 1913 р. був учнем Комерційного училища Першого товариства викладачів м. Умані, за ці дев'ять місяців проходить повний курс середнього навчального закладу та 1 (14).06.1913 р. одержує атестат про його закінчення з присвоєнням звання персонального почесного громадянина. Як військовозобов'язаний Л. Бочковський був приписаний до Курського повітового з військової повинності присутствія і мав зголоситися туди не пізніше березня 1916 р. В кінці серпня 1913 р. Л. Бочковського за його проханням зараховують дійсним слухачем на економічне відділення Київського комерційного інституту, а у вересні він переводиться на комерційне відділення.
У Києві увійшов до досить чисельного середовища католиків-українців, які вважали своїм ідеологом В'ячеслава Липинського; в Комерційному інституті приєднується до Київської групи українських соціалістів-революціонерів (Микола Ковалевський, Левко Ковалів, Саватій Березняк, Кузьма Корж, Віктор Ковтуненко та ін.); за політичними поглядами Бочковський тяжів до анархізму, захоплювався космополітичними ідеями та міжнародною мовою есперанто. 26 квітня (9 травня) 1914 р. Бочковський заарештований у справі російських есерів, зв'язки його з організаціями українських есерів лишилися поза увагою слідчих. До суду він утримувався в Київській Губернській тюрмі (Лук'янівці) на третьому коридорі, засуджений до довічного поселення та засланий до Сибіру. В 1915—1917 рр. проживав у південній частині Єнісейської губернії (с. Ширкіно, Абан, Канськ, Мінусінськ, Красноярськ). На засланні зустрічався з К. Брешко-Брешковською, А. А. Йоффе. Повернувшись після Лютневої революції 1917 р. в Україну, став членом першого тимчасового складу ЦК Української партії соціалістів-революціонерів та лідером Полтавської губернської організації УПСР, членом виконкому Полтавської ради робітничих і солдатських депутатів. Л. Бочковський брав активну участь у роботі Українського з'їзду Полтавщини, який розпочався 21 травня (3 червня) 1917 р. На з'їзді замість М. Ковалевського, П. Чижевського, М. Токаревського і В. Шемета, обраних до Української Центральної Ради у квітні на Всеукраїнському Національному Конгресі, до УЦР було кооптовано від Полтавщини П. Мшанецького, К. Пиляя, Р. Матяша і Л. Бочковського. Разом з Л. Ковалевим він був одним з ініціаторів скликання першої Лівобережної конференції УПСР. Саме Леонард підписує повідомлення про скликання Лівобережної конференції. Вона відбулася в Полтаві 30 травня — 2 червня 1917 р. за ст. ст. за участі делегатів від Слобожанщини і Полтавщини, на ній було обрано Лівобережне бюро УПСР. Бочковський брав участь у П'ятій сесії Центральної Ради (20 червня — 1 липня 1917 р. за ст. ст.), яка була насичена подіями, визначальними у формуванні автономії України. 20 червня після зачитування Першого Універсалу, прийнятого 10 червня Комітетом УЦР (Малою радою), Леонард позачергово проголошує резолюцію Полтавської ради робітничих та солдатських депутатів про підтримку Універсалу. На цьому ж засіданні було обрано «комісію про склад», яка мала обов'язком розробити та погодити квоти представництва в УЦР національних меншин і неукраїнських політичних та громадських організацій. До комісії увійшло семеро членів — Л. Бочковський, С. Березняк, А. Журавель, С. Колос, М. Огородний, О. Пащенко, М. Сімашкевич, І. Сніжний.
В УПСР Л. Бочковський займав вкрай ліві позиції, разом із А. Заливчим, Л. Ковалевим, Г. Михайличенком очолював т. зв. «лівобережців», які дотримувалися інтернаціоналістських поглядів. З літа 1917 року виступав за перехід влади до рад, за солідаризацію УПСР з більшовиками. На початку січня 1918 р., після захоплення Полтави військами Михайла Муравйова, стався гострий конфлікт між Муравйовим і Полтавською радою робітничих і солдатських депутатів, в якій керівне становище займали саме «лівобережці». Під загрозою арешту та розстрілу Бочковський полишає Полтаву й прибуває до Києва. Вранці 26 січня (8 лютого) 1918 р., в перший же день вступу банд Муравйова в Київ, трьох членів УЦР, Леонарда Бочковского, Богдана-Олександра Зарудного і Ісака Пугача, арештовують на квартирі останнього. Цей арешт відбувся в присутності Василя Еллана-Блакитного, який уник арешту лише тому, що в нього було російськомовне посвідчення члена Ради робітничих і солдатських депутатів. Арештованих замордовують у парку Маріїнського палацу. Поховано Л. Бочковського 2 (15) лютого на Байковому кладовищі.

## Документ
| | По тих відомостях, що зібрала українсько-революційна організація «Червоний Хрест», у Києві за 10 день більшовицького панування розстріляно було більше 5 тисяч чоловік, що більшовики вважали контрреволюціонерами. Особливо багато розстрілювали «красногвардеці» Муравйова у перші дні панування большевиков — 26, 27, і 28 січня. Тоді в Мариїнському парку (коло палацу) безперестанно розлягались постріли. Розстрілювали людей цілими гуртками по кілька десять душ. Разом з українськими есерами Зарудним, Бочковським та Пугачем розстріляно біля 40 душ. Часто над ними знущались і били перед тим, як розстріляти, а часом і після того. У всіх трьох згаданих есерів поперебивано кістки в плечах та грудях, — очевидно їх били прикладами. У Зарудного крім того дуже побите все лице, ніс й проколото кілька раз голову багнетами. Бочковському вибито ліве око й побите дуже лице. Всім трьом по кілька разів проколото груди багнетами, а также чисто пороздягнено і пороззовано, — трупи знайдено в одному шматті… Самих українців-гімназистів, які були в бойовому курені есерів та у «Вільному козацтві», й залишилися у Києві, коли інше військо вийшло, розстріляно 168 душ. З «Морського куріння» розстріляно було 25 матросів, які навіть не бились із большевиками, а «додержували нейтралітету». Крім українців розстріляно також і чимало москалів, а між ними і більшовиків, яких брали з лазаретів поранених, де вони лежали разом з українцями, не маючи жодних документів, не могли довести, що вони не «контрреволюціонери». Крім Мариїнського парку багато розстрілювали більшовики людей ще на Черепановій горі (за фабрикою Дувана), на Лабораторній та Діловій вулицях і по инших місцях. Часто розстріли траплялись на очах у всіх людей, по таких вулицях, як Хрещатик, Володимирська, на театральному майдані (коло Міського театру), тощо. Кроваві плями в деяких місцях знати ще й тепер, коли саме розстав сніг, що був ту кров присипав. Багато трупів розстріляних ще й досі лежать непоховані. |
| — Жертви большевицького панування в Київі // Боротьба: орган Української партії соціалістів-революціонерів (лівого крила). — 1918. — № 7. — 2 березня (17 лютого). — С. 2. | |

## Увічнення пам'яті
На честь Леонарда Бочковського у 1919—1938 роках Ділова вулиця у Києві мала назву вулиця Бочковського.